# Grace O'Malley
Pour les articles homonymes, voir O'Malley.
 (juin 2020).
Si vous disposez d'ouvrages ou d'articles de référence ou si vous connaissez des sites web de qualité traitant du thème abordé ici, merci de compléter l'article en donnant les références utiles à sa vérifiabilité et en les liant à la section « Notes et références ».
Grace O'Malley (en irlandais : Gráinne Ni Mháille) (vers 1530 - vers 1603) est une femme pirate irlandaise. O'Malley est la version anglicisée de son nom irlandais Gráinne Ni Mháille. Elle fut surnommée Gráinne Mhaol (en anglais : Granuaile).

## Biographie
Née en Irlande en 1530 environ, fille d'Eoghan Dubhdara Ó Máille, un chef irlandais, et de Margaret O'Malley. Elle passe son enfance dans le Comté de Mayo, dans la Province du Connacht. Elle s'intéresse très tôt à la mer et à la navigation.
En 1546 environ, elle épouse Dónal an Chogaidh Ó Flaithbheartaigh (en) (Donal O'Flaherty en anglais) avec lequel elle a trois enfants : Eógan (Owen), Méadhbh (Margaret) et Murchadh (Murrough).

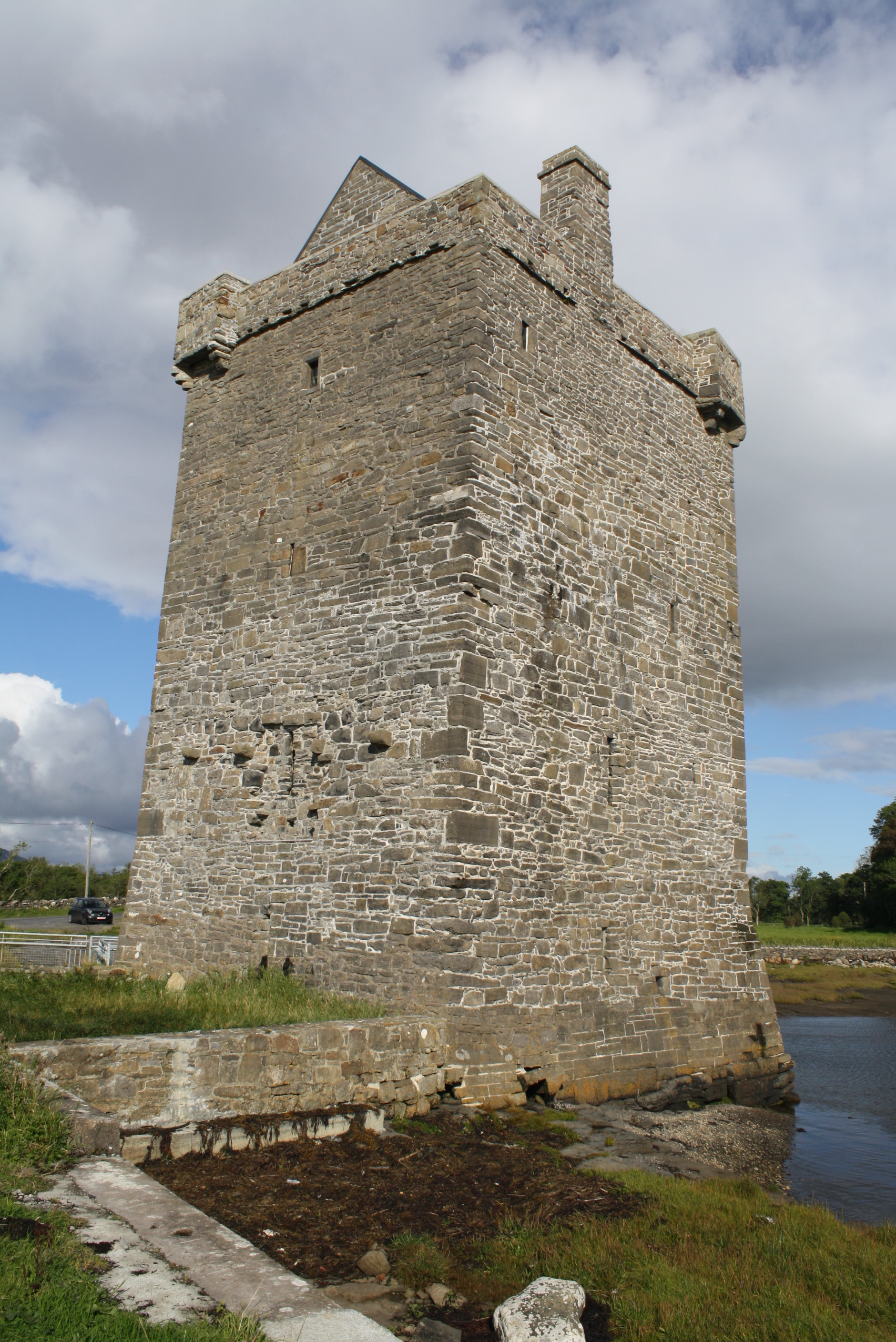
Rockfleet Castle.

À la mort de son mari, elle prend en charge la reconquête et la défense de ses châteaux : elle finit par contrôler complètement la baie Cuan Mó (Clew Bay en anglais). Elle renforce son contrôle de la région en se mariant puis divorçant de Risdeárd an Iarainn Bourke (Richard Burke en anglais), surnommé Iron Richard. Le divorce lui permet de lui subtiliser son château de Carraig an Chabhlaigh (Rockfleet Castle en anglais). Elle vit également au Renvyle Castle, dans le Connemara, bâti au XIVe siècle et demeure de son époux Donal O'Flaherty, dont l'héritier, le colonel Edmond O'Flaherty, va racheter le domaine à Theo Eremond O'Halloran en octobre 1638 mais sera pendu par les soldats de l'armée de Cromwell à Galway en 1653, lors de la conquête du Connemara.

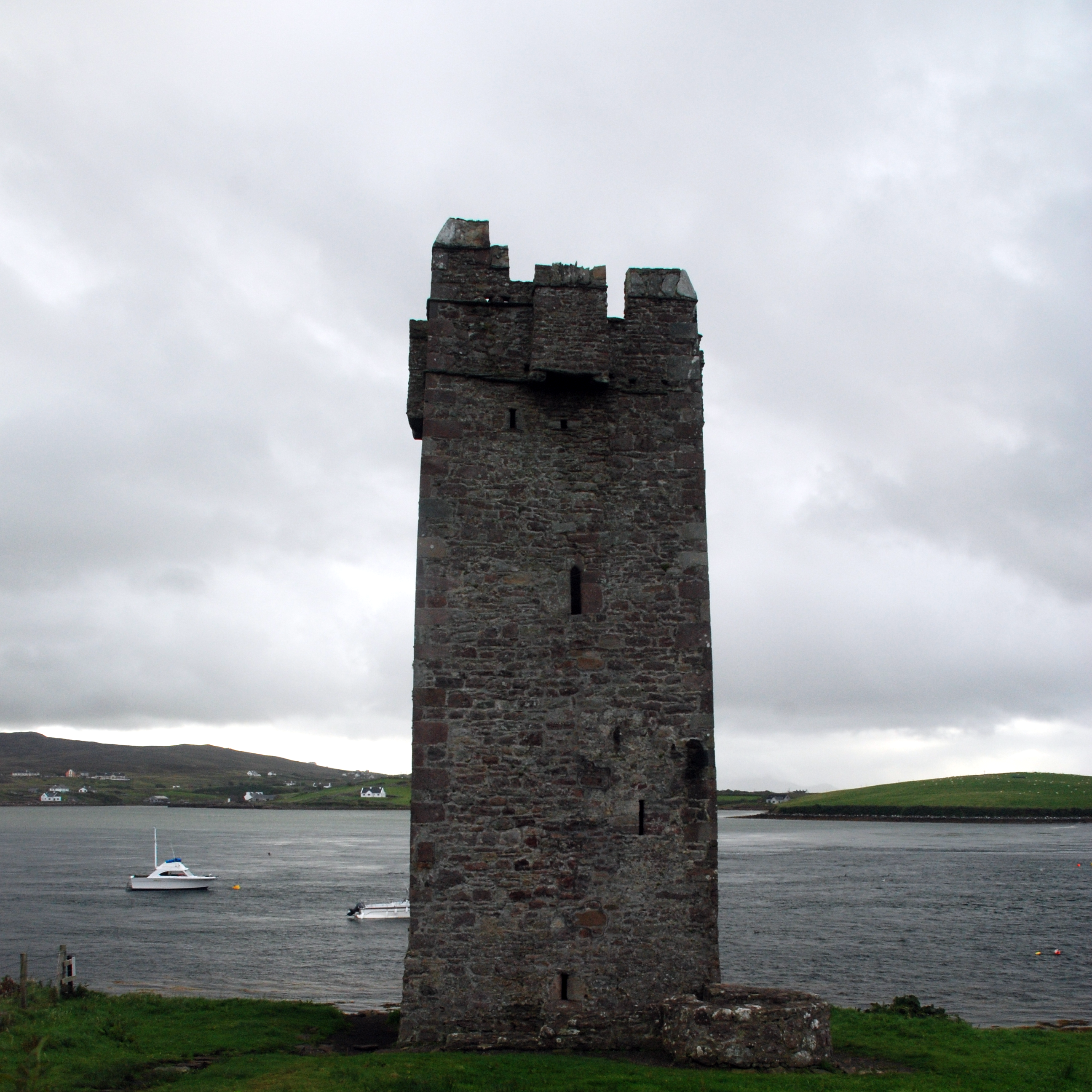
, île d'Achill.

Grace utilise alors sa position avantageuse pour financer des activités diverses de commerce et de piraterie. Elle participe régulièrement aux activités. Elle est capturée et emprisonnée à cause de ses activités clandestines, mais sera rapidement libérée (sans raison connue). Il s'ensuivra une série de batailles, captures, rébellions, rançons et libérations.
Lorsque deux de ses fils ainsi que son frère sont emprisonnés par Richard Bingham, Grace navigue jusqu'en Angleterre et demande à la reine Élisabeth Ire d'ordonner leur libération. Elle l'obtient et retourne à ses activités, préférant désormais prendre pour cible les ennemis de la Couronne d'Angleterre.
Elle meurt à Rockfleet vers 1604.

## Dans la culture

### Littérature
- James Joyce utilise les légendes qui entourent Grace O'Malley dans le premier chapitre de Finnegans Wake (1939).
- Grace O'Malley est présente dans le roman Le Silex et le Miroir de John Crowley.
- Elle apparaît dans le roman de Jean-Laurent Del Socorro Peines de mots perdus (2024).

### Musique
- En 1985, le compositeur Shaun Davey compose une pièce intitulée Granuaile qui s'inspire de la vie de Grace O'Malley.
- En 2009, le groupe canadien The Dreadnoughts sort une chanson intitulée Grace O'malley  sur l'album Victory Square [6]
- En 2015, le chanteur MiracleofSound sort une chanson intitulée Gráinne Mhaol, Queen Of Pirates sur la légende de Grace'O'Malley.